# UNIX環境高級編程
《UNIX环境高级编程》（英語：Advanced Programming in the UNIX Environment，简称APUE）是理查德·史蒂文斯（Richard Stevens）写的一本介绍UNIX环境C语言编程接口的书籍。被UNIX C程序员誉为“圣经”。

## 简介
本书最早问世于1992年，全面而细致地展示了UNIX系统的C接口，受到读者的普遍欢迎和好评。UNIX的原创者之一——丹尼斯·里奇（Dennis Ritchie）也认为它是“公认的优秀、匠心独具的名著”。
该书的作者理查德·史蒂文斯于1999年辞世，后来由Stephen A. Rago对本书进行修订，出版了本书的第二版。第二版中增加了针对Linux、FreeBSD和Darwin等新兴类UNIX系统的内容。
本书未探讨POSIX及SUS的实时编程接口的扩展。
丹尼斯·里奇也为本书第2版作序。

## 中文版
- 本书第一版的中文版由机械工业出版社于2000年出版，尤晋元等译
- 本书第二版的中文版由人民邮电出版社于2006年出版，尤晋元、张亚英、戚正伟等译
- 本书第三版的中文版由人民邮电出版社于2014年出版，尤晋元、张亚英、戚正伟等译

## 第2版目录
- UNIX基础知识
- UNIX标准化及实现
- 文件I/O
- 文件和目录
- 标准I/O库
- 系统数据文件和信息
- 进程环境
- 进程控制
- 进程关系
- 信号
- 线程
- 线程控制
- 守护进程
- 高级I/O
- 进程间通信
- 网络IPC:套接字
- 高级进程间通信
- 终端I/O
- 伪终端
- 数据库函数库
- 与网络打印机通信
- 附录